# Морозова, Алевтина Александровна
Алевтина Александровна Морозова (род. 11 ноября 1935, теперь Российская Федерация) — русская советская деятельница производства, новатор, прядильница Коростенской хлопкопрядильной фабрики Житомирской области. Член Ревизионной Комиссии КП Украины в 1981—1986 годах.

## Биография
С 1953 года — ученица школы фабрично-заводского обучения при текстильной фабрике «Красный профинтерн», затем — работница на этой текстильной фабрике в городе Вичуга Ивановской области РСФСР. Член КПСС.
В 1965—1980-х гг. — прядильница Коростенской хлопкопрядильной фабрики Житомирской области. Достигла больших успехов в увеличении производительности труда, обслуживала до 4 752 веретен на фабрике.
Потом — на пенсии в городе Коростене Житомирской области.

## Награды
- орден Трудового Красного Знамени
- медали
- лауреат Государственной премии СССР за выдающиеся достижения в труде (1979)